# العربي الكبادي
محمد العربي الكبادي (1880-1961) شاعر وكاتب صحفي وناقد تونسي، لُقب بشيخ الأدباء في تونس. ولد في 31 أكتوبر في مدينة تونس، وتعلم بجامع الزيتونة ثم تولى التدريس به. كما درس العربي في المدرسة العليا للآداب العربية، ومعهد الخلدونية. كان له مجلس أدبي حضره العديد من أدباء وشعراء ومطربين تونس.
ترأس تحرير (جريدة النهضة) عام 1909، وعمل في رئاسة اللجنة الأدبية بجمعية الرشيدية من وقت تأسيسها في عام 1934، وعمل في الإذاعة التونسية كمراقب للأحاديث ونصوص الأغاني. مارس العربي الكبادي نشاطًا دبلوماسيا خلال تبادل للوفود بين ليبيا والمغرب الأقصى دعمًا للعلاقات الثقافية.